# Molinos (distrikt)
Distriktet Molinos (Distrito de Molinos) är ett distrikt i provinsen Jauja, beläget i Junín, Peru. Enligt folkräkningen 2017 hade det en befolkning på 1 573 invånare.

## Geografi
Molinosdistriktet ligger i bergmassivet Cordillera Central i den nordöstra delen av Jaujaprovinsen. Längdsträckningen i riktning SSW-NNO är cirka 40 kilometer. Den sydvästra delen av distriktet dräneras västerut via Río Molinos till Río Mantaro. Norra delen av distriktet genomkorsas i nordostlig riktning av Río Curimarca, en biflod till Río Tulumayo.

## Historik
Molinos var, som namnet antyder, en plats där olika typer av spannmål sedan gammalt maldes. Den ekonomiska försörjningen kom av de olika kvarnar som byggdes i området, från kolonialtiden, fram till mitten av 1900-talet, då malningsverksamheten förändrades med elektricitetens ankomst, vilket resulterade i att de gamla bruken förföll. 
Molinos erkändes som bondesamhälle den 1 mars 1936 och skapades som distrikt den 1 september 1956.

## Ekonomi
Den primära ekonomiska aktiviteten i distriktet är boskapsuppfödning och dess följdprodukter; ost, manjar blanco och yoghurt. Längs floden Molinos finns en rad fiskodlingar som är specialiserade på att föda upp öring och flera biodlare.
Inom hantverket utmärker sig träsnidarna.